# 林恩·斯蒂恩
林恩·斯蒂恩（1941年1月1日—2015年6月21日）是一位美国数学家，明尼苏达州圣奥拉夫学院教授，曾任美国数学协会（MAA）会长。